# Ursviken
Ursviken – miasto w północnej Szwecji, w gminie Skellefteå. Port nad Zatoką Botnicką i przy ujściu do niej rzeki Skellefteälven. W 2017 roku miasto liczyło 3873 mieszkańców.
Przez miasto przechodzi Skelleftebanan, linia kolejowa łącząca Bastuträsk z Skelleftehamn oraz droga regionalna 372.
Na obszarze miasta znajduje się dwa kościoły luterańskie (Ursviken i Sankt Örjans) i jeden Kościół zielonoświątkowy.